# Armandia loboi
Armandia loboi är en ringmaskart som beskrevs av Elias och Bremec 2003. Armandia loboi ingår i släktet Armandia och familjen Opheliidae. Inga underarter finns listade i Catalogue of Life.